# 安楽椅子探偵 (テレビドラマ)
『安楽椅子探偵』（あんらくいすたんてい）は、朝日放送（現・朝日放送テレビ）の制作により、テレビ朝日系列で放映されたテレビドラマシリーズ、および同シリーズに登場する探偵の呼称。
視聴者参加型の推理ドラマであり、劇中の殺人犯人およびそのトリックを当てる公式懸賞企画が催される。
1999年10月1日に第1作の出題編が放映されて以来、これまでに第8作まで製作・放映。原作は、8作品とも推理作家の綾辻行人と有栖川有栖の共同執筆による書き下ろし。脚本は戸田山雅司。監督は内片輝（第1-7作）、山口正紘（第8作）。
2018年、シリーズは2017年放送の8作目が『最終作』となり、「少なくとも同様の形式による新作の制作は行われない」ことが原作者の一人である綾辻行人により告知された。シリーズ終了に至る要因はいろいろあったと言うが、最大の理由は「制作局である朝日放送の局内事情によるもの」だという。

## 解説

### ドラマのフォーマット
第一週目 (前編・出題編)
2週連続で放映される推理ドラマで、まず第1週目に、ストーリーテラー（作品ごとに異なる）による冒頭の番組紹介のあと、事件の発生と経過や事件の関係者を詳しく描写する出題編が放映される。出題編のドラマ本編のあと、再びストーリーテラーが現れて視聴者への挑戦を宣言する。
番組最後のコーナーでは原作者2人が登場し、対談形式で原作執筆時のエピソードや正解に至るためのコツなどを語る。
第ニ週目 (後編・解答編)
翌週の解決編では、謎の人物安楽椅子探偵が登場して、明快な推理と証拠をもとに謎を解き、犯人を特定して事件を解決する。安楽椅子探偵が去ったあと、劇中の登場人物によるエピローグで終幕する。エピローグ最後のカットでは、数学において「証明終わり」を意味するQ.E.D.の文字が映し出されるのが恒例となっている。
解決編本編終了後、ストーリーテラーと原作者2人が登場して、犯人当て懸賞への応募状況の分析と正解者の発表を行う。

### 作品の方向性
原作の綾辻と有栖川は、「このシリーズでは、テレビ番組という媒体でなければ成立しえないミステリーの構築を目指している」と本編終了後の対談コーナーで繰り返し語っている。
実際、推理小説等の文字媒体ではおそらく表現しえないであろう『テレビ独特の演出』を逆手にとったトリックやヒント、さらには視聴者をミスリードするさまざまな情報が本編中に数多くちりばめられており、小説から派生して製作された従来の映画、テレビドラマとは異なる新領域を目指したものといえる。
そのため、一度見ただけでは正解に辿り着くことは極めて難しく、番組冒頭でナレーションで推奨されているように「ビデオ録画」して何度もストーリーを見返して、番組内に隠されているトリックやヒントをすべて探しだして、自分の推理が正しいのかを検証していく必要がある。

## 犯人当て懸賞企画
視聴者は出題編放映後に、番組中に示された映像、テロップ、音声などあらゆる情報をもとに推理を組み立て、葉書もしくは公式ウェブサイトのフォームから、下記を記述して懸賞に応募できる。
解答内容
犯人の名前だけでは正解にはならず、その人物だと断定するに至った理由も含めて、簡潔に回答する必要がある。正解者のうち、より多くの手がかりを挙げて、より正しく説明している数名のみが「当選者」となる。
1. 犯人の名前
2. 犯人を特定するに至った過程

応募締め切り
推理の応募締め切りは、解決編の放映の2～3日前に設定される。放送直後から多くのスタッフを動員して正解者の抽出を行うが、締切直前での応募が多いため、かなりギリギリの作業となっていたという。
前提条件
不必要に推理の可能性を広げないため、推理の際の前提としていくつかの条件が提示される。
- 単独犯の犯行である（全作品共通）。ただし、知らずに犯人に利用される人物は存在する。
- テロップ等に登場した時刻は、いずれも正確なものである（第2作以降は日本標準時であることも併記）。
- テロップで表記された登場人物の氏名などに偽りはない（第8作）。

エレガントな推理
締め切りまでに届いた回答の中から正解者を選び出し、その中でも原作者自身がもっとも「エレガント」と考える回答を当選として選出し、解決編のドラマ本編が終了したあとのコーナーで紹介する。当選者や次点の応募者には、懸賞金や原作者のサイン入り著書などがプレゼントされる。
犯行の動機は出題編の内容だけからは不明瞭なことが多いが、動機がどう推定されようと犯人の特定プロセスには直接影響しないとされる。むしろ作品中に示された事象のみから、いかに論理的・直截的に「この犯人以外はありえないこと」を示すかが、「エレガント」かどうかの指標とされている。

## キャラクターとしての安楽椅子探偵
俳優と声を演じるのは、草野徹、第5作 演：坪田秀雄・声：草野徹、第8作 非公開である。
本作品に登場する安楽椅子探偵は、本来の語義どおり、現場に赴くことなく椅子に腰掛けたまま、論理的な推理のみですべての謎を解明する探偵であるが、本作品では、探偵自身の劇中における実在性が曖昧で、荒唐無稽な謎の超越的存在として描かれているところが他の安楽椅子探偵系ミステリと比べて特徴的な点である。

### 呼び出しアイテムとしての笛
安楽椅子探偵は、劇中の登場人物がなんらかの形で譲り受けた「小さなオカリナ型の笛」を吹くことによって現れる。この笛には、下記のような制約が課されている。
1. 本当に困ったときに吹くと、一生に一度だけ助けてくれる。
2. 一度使ったら、次の誰かに手渡さなければならない。

第1作出題編冒頭の時点ですでに誰が作ったものかはわからなくなっており、劇中の登場人物が通りすがりの人間から受け取ったものとして登場する。第8作では人伝ではなく、ベンチの下のダンボール箱に入った物を受け取る形となっている事に加え、劇中の23年前にはすでに存在していることが語られている。
この笛を持っている人物が、劇中で殺人事件の犯人として疑われて窮地に追い込まれ、やむにやまれず笛を吹くところで出題編のエンディングを迎えるものがほとんどである（第4作は例外）。
また、第6作では本編中の事件解決以外の用途（ある登場人物が過去に遭遇した事件の解決）で用いられたことがあるが、そのせいで本編の殺人事件の推理に使うことが出来ず、その人物が殺された後に別の人物が使っていた（少なくとも9回（本編8回+前述の第6作で触れられている事件）は犯人解明に使われている）。

### 安楽椅子探偵の登場
解決編の冒頭では、笛が鳴り響いたあと、安楽椅子探偵がスモークと閃光の中どこからともなく現れる（なお、第7作までは登場・退場時に「カルミナ・ブラーナ -おお、運命の女神よ-」が流れる）。
目の部分だけが開いた銀色の仮面をかぶり、黒ずくめのフード付きマントを羽織り白い手袋をはめ、肘掛け椅子に腰掛けている、という異様な姿で登場する。そのため、連続殺人者と間違えられたりと散々な言われようをする場合もある。
安楽椅子探偵が現れる空間は純粋推理空間と呼ばれ、劇中の現実世界とは異なる特別な空間である。この空間には劇中事件の関係者すべてが集められており、安楽椅子探偵は彼らと会話を交わしながら、事件解決の鍵となる条件をひとつひとつ整理しつつ推理を進行する。

### 推理の過程
推理の過程では、出題編のシーンを宙に浮かぶ仮想スクリーンに再生しながら推理結果を検証していく。黒子を犯人に仕立てて未放映の犯行シーンを再現したり、必要であればすでに死亡した被害者を一時的に生き返らせて再現シーンを構成することもある（第7作まで死者は基本的にスクリーンの内側のみの存在であり、会話もできるが犯人の名前を語ることはできなかった。しかし第8作では被害者の一人が生き返って純粋推理空間に出現し、生者と共に推理を展開する）。
一時的に生き返った被害者は、性格や言動が大きく異なる場合がある。第二作の傲慢な人気アイドル「葉村ナオ」などのように、過去の因縁やしがらみ等がない素直な自分になっていると考えられる。
推理の説明の都合上で必要であれば、場所を移動したり任意の道具類を出現させたりできるなど、純粋推理空間における安楽椅子探偵はすべてを超越した存在である。推理が完了するまで、集められた登場人物たちはもとの世界に戻ることはできない。
出題編ではシリアスに描かれていた登場人物たちは、解決編の純粋推理空間内ではコメディタッチに描かれ、時にはメタフィクショナルな発言を含むようなコミカルな掛け合いをしつつ、安楽椅子探偵に次々に疑問をつきつけていく。安楽椅子探偵はそれらに対して一つ一つ丁寧に解答を与えながら推理を進め、犯人特定に至る。

### 推理完了後
推理が完了し犯人が特定されると、安楽椅子探偵は再びスモークと閃光の中に消え、劇中で笛を吹いた直後のシーンに戻る。笛を吹いた人物以外は安楽椅子探偵の出現と推理を一切覚えておらず、登場人物の誰かが名推理によって犯人を特定し事件を解決に導いたことになっている（笛をふいた人物が解決したことになっている場合もある。）。
以上のような演出によって、本作品の安楽椅子探偵はいわゆるデウス・エクス・マキナ（機械仕掛けの神）というべき存在として描かれている。

## これまでに放映されたシリーズ
※ 放映日は近畿地区における朝日放送でのもの
| No     | タイトル                     | 放送日               | ストーリテラー |
| ------ | ---------------------------- | -------------------- | -------------- |
| 第１弾 | 安楽椅子探偵登場             | 1999年10月1日＆8日   | 上岡龍太郎     |
| 第２弾 | 安楽椅子探偵、再び           | 2000年5月12日＆19日  | 松尾貴史       |
| 第３弾 | 安楽椅子探偵の聖夜           | 2000年12月21日＆25日 | 佐野史郎       |
| 第４弾 | 安楽椅子探偵とＵＦＯの夜     | 2002年3月8日＆15日   | 生瀬勝久       |
| 第５弾 | 安楽椅子探偵と笛吹家の一族   | 2003年6月13日＆20日  | 近藤サト       |
| 第６弾 | 安楽椅子探偵 ＯＮ ＡＩＲ     | 2006年3月3日＆10日   | 鳥越俊太郎     |
| 第７弾 | 安楽椅子探偵と忘却の岬       | 2008年10月3日＆10日  | わかぎゑふ     |
| 第８弾 | 安楽椅子探偵 ＯＮ ＳＴＡＧＥ | 2017年1月6日＆14日   | 谷原章介       |

### 安楽椅子探偵登場
- 放映：1999年10月1日〔出題編〕 / 8日〔解決編〕
- ストーリーテラー：上岡龍太郎

出題編のあらすじ
テレビ番組制作会社の社長・小郡剛志が刺殺死体で見つかった。小郡の会社は不祥事によりテレビ局に出入り禁止となって以降、小郡は有名人のスキャンダルを盗撮して恐喝することで金を得ていたという。
部屋は犯人によって荒らされていたが、金庫の中には３本のビデオテープが残っていた。そのテープには、評論家の羽島進次郎、女子アナの高畠はるな、タレントのフレディ・ジョンソンの三人が映っており、その誰かが恐喝された恨みにより殺害した可能性があった。
もしくは、小郡に借金を立て替えてもらっていた愛人の白石くりこ、恐喝ビデオの編集作業をしていた小郡の部下・那須輝弘が犯人の可能性もあった。さらには、捜査を担当していた捜査一課課長・大宮も以前に小郡に弱みを握られて脅されており、警察を懲戒免職になった。動機のある全員にアリバイは無いが、直接的に事件に繋がる証拠も出てこなかった。
捜査が行き詰ってしまった刑事の水沢は、留学中の学生時代の同級生であり世界的推理作家であるカレン安城に知恵を借りようとする。カレンはかつてニューヨークの自宅で小説家をしながら、イギリスで起きた事件を解決したこともある『安楽椅子探偵』でもあった。しかしカレンは、捜査資料のデータが不足しており犯人を特定できないものの、水沢にいくつかの有益なアドバイスを行う。
やがて、那須の部屋から『凶器のナイフ』が発見されたことから、那須は逮捕されて厳しい取り調べを受けることになる。那須は無実を訴えるが信じてもらえず、追い詰められた那須は「困ったときに一度だけ使える」という笛を吹き鳴らす。
解答編のあらすじ
突然、仮面をつけた謎の男「安楽椅子探偵」が現れ、すべての登場人物たちが「純粋推理空間」の中に誘われ、さまざまな考察をしていきながら犯人捜しが行われる。安楽椅子探偵によるヒントを元に、それまで予想もしていなかった人物の疑惑が濃厚となり、自供が行われるのであった。
キャスト
| 役名                 | 俳優       | 備考                                   |
| -------------------- | ---------- | -------------------------------------- |
| 水沢克也             | 西川浩幸   | 捜査一課の刑事。カレン安城のファン。   |
| 三条誠               | 稲葉暢貴   | 捜査一課の刑事。水沢の後輩。           |
| 大宮泰昭             | 俵木藤汰   | 捜査一課の課長。小郡に脅されていた。   |
| 小郡剛志             | 茅野イサム | 番組制作会社の社長。恐喝犯。【被害者】 |
| 那須輝弘             | 山中崇史   | 小郡の部下のAD。【笛吹き役】           |
| 白石くりこ           | 三鴨絵里子 | キャバクラ嬢。小郡の愛人。             |
| 羽島進次郎           | 宇納佑     | 評論家。女装趣味があった。             |
| 高畠はるな           | 岩橋道子   | 女子アナ。不倫をしていた。             |
| フレディ・ジョンソン | POP        | 黒人タレント。銃の密売をしていた。     |
| カレン安城           | 長野里美   | 海外在住の小説家。水沢とは同級生。     |
| 薬局の店員           | 大高洋夫   | 那須の接客をした店員。                 |
| 笛をくれた老女       | 伴美奈子   | 那須に笛をくれた老女。                 |

### 安楽椅子探偵、再び
- 放映：2000年5月12日〔出題編〕 / 19日〔解決編〕
- ストーリーテラー：松尾貴史

解説
2010年の『ジョーカー 許されざる捜査官』、2012年の『リーガル・ハイ』、2013年に『半沢直樹』などで主演して人気俳優となった「堺雅人」が出演している。当時はまだ、テレビドラマに出演し始めたばかりの駆け出しの頃であり、他の出演者たちと同じく舞台演劇をメインに活動している俳優の一人であった。
あらすじ
2000年5月12日。今をときめく人気アイドル 葉村ナオの写真集の撮影のため、撮影スタッフは高原のペンションに宿泊することになった。しかし、ワガママで高慢なナオの態度と言動に、撮影スタッフやペンション従業員たちは振り回されて不満が募っていく。
このペンションのあった土地は、戦前には下猪山村で謎の男により連続殺人が起こり、11人が殺害されたという呪われた場所だった。さらに大雨のため停電してしまった上に、町まで通じる道路が土砂崩れで塞がってしまい、ペンションは陸の孤島となりクローズドサークルと化してしまう。
その夜、ナオがコテージで撲殺されているのが発見され、ナオの手には『ナオのサインが書かれたトランプ』が握られていた。警察には連絡したものの、唯一の道路が塞がっているためやって来る目処は立たず、ペンションから脱出することもできない。そして翌朝、借金を抱えていた強面のペンション従業員である木島道明がまたしても刺殺死体で発見される。
カメラマン助手の笛木紀之は、撮影スタッフのうち唯一アリバイがなく、無実を訴えるが犯人として吊るし上げられてしまう。追い詰められた笛木は、「困ったときに使うと一度だけ助けてもらえる」という笛を吹き鳴らした。
キャスト
| 役名         | 俳優       | 備考                                   |
| ------------ | ---------- | -------------------------------------- |
| 葉村ナオ     | 山口紗弥加 | 高慢な人気アイドル。 【被害者】        |
| 城之内歩     | きだつよし | ナオのマネージャー。                   |
| 村瀬優       | 堺雅人     | ナオ専属のスタイリスト。               |
| 植原芳樹     | 橋本さとし | カメラマン。                           |
| 笛木紀之     | 安村和之   | カメラマン助手 兼 雑用係。【笛吹き役】 |
| 宇川ゆかり   | 犬山犬子   | ヘアメイクの女性。                     |
| 守屋功二     | 入江雅人   | 出版社社長。                           |
| 長谷川俊太郎 | 山崎銀之丞 | ペンションオーナー。                   |
| 長谷川伸江   | 神野美紀   | ペンションオーナーの妻。               |
| 木島道明     | 川原和久   | ペンションの従業員。 【被害者】        |
| 湯川豊       | 村杉蝉之介 | ペンションの料理人。                   |

### 安楽椅子探偵の聖夜 〜消えたテディ・ベアの謎〜
- 放映：2000年12月21日 23:14～24:45〔出題編〕 / 25日25:05～26:00〔解決編〕
- ストーリーテラー：佐野史郎

あらすじ
2000年12月末。ヒーロー番組「アスリート４」を制作するプロダクションに、雑用係として就職した高橋久万子は、付き合っていた恋人から別れを告げられ、その際に『大きな市販のテディ・ベア』を手渡されるが、酒に酔った勢いで歩道橋の上から投げ捨ててしまう。
深夜帰宅した際に久万子は、社員の楢崎ノリエからのメールが届いていることに気づく。そのメールには、社長の井上康夫を殺してしまったので自殺すると書かれていた。そしてその内容通り、井上は会社のオフィスで撲殺されていた上に、ノリエの自宅は火事になりノリエは焼死体で発見される。
警察による捜査が始まり、事件直後の時間帯には、会社のあるビルから『サンタ姿の何者か』が出てきたところを目撃されていた。また、なぜかオフィスからは、社長が大事にしていた『大きくて貴重なテディ・ベア』が消えていたのだ。
さらに検死の結果、ノリエは死亡後に焼死していたことがわかり、捜査は自殺から殺人事件に一転して、「何者かがノリエを殺して井上殺しの罪をなすりつけようとした」と判明する。
事件は混乱を極めるが、やがて久万子は事件の夜にテディ・ベアを持って歩いていたことから、警察に容疑者として捕まりそうになる。追い詰められた久万子は「困ったときに一度だけ使える」という笛を吹き鳴らした。
キャスト
| 役名       | 俳優       | 備考                               |
| ---------- | ---------- | ---------------------------------- |
| 高橋久万子 | さとう珠緒 | 主人公。新人の雑用係。【笛吹き役】 |
| 井上康夫   | 上杉祥三   | 社長。 【被害者】                  |
| 楢崎ノリエ | 戸川京子   | 女優 (パープル役)。 【被害者】     |
| 田村恭子   | 青田典子   | 女優 (オレンジ役)。                |
| 篠原伸介   | モロ師岡   | 俳優 (ブラック役)。                |
| 野村忠司   | 勝村政信   | 俳優 (レッド役)。                  |
| 永田克紀   | 山崎一     | 専務。ノリエの元夫。               |
| 滝本一誠   | 永堀剛敏   | マネージャー。                     |
| 山下まゆ子 | 明星真由美 | 衣装担当。                         |
| 日下部基   | 河相我聞   | 捜査一課刑事。                     |
| 中尾幹雄   | 六平直政   | 捜査一課警部補。                   |
| 武田       | みのすけ   | ビルの警備員。                     |
| 立花       | 三宅弘城   | ビルの警備員。                     |
| 岡本       | 清水宏     | ラーメン屋。                       |
| 岡島       | 横山あきお | 酔っぱらい。                       |

### 安楽椅子探偵とUFOの夜
- 放映：2002年3月8日〔出題編〕 / 15日〔解決編〕
- ストーリーテラー：生瀬勝久

あらすじ
2002年3月。地方テレビ局のEBEテレビで、視聴者参加型懸賞金付き推理ドラマ「覆面探偵」シリーズの第七弾「覆面探偵の密室」の放送が始まる。しかし、すぐに臨時ニュースで放送が中断され、「近隣の山にUFOが着陸したため警察が出動した」というニュースが流れる。
警察の女刑事でオタク嫌いで有名な与謝野陽乃は、相棒で陽乃に惚れている谷崎大地と共に、UFOが現れたという山へと急行する。警察が調査したところ、UFO騒ぎは大学生が映画の撮影をしていただけと判明するが、その現場の近くのマンションで殺人事件が発生する。
そのマンションで殺されたのは、「覆面探偵」シリーズの原作者の一人である推理作家の太宰星河であった。太宰は自室で撲殺されていたが、内側から目張りされた密室の中で殺されていた。密室を作った方法は、署内の三人の推理オタク刑事（江戸川、横溝、松本）によりすぐさま解明され、またこの目張り密室は「覆面探偵の密室」の放送内容を模したものであると判明する。
しかし、なぜ犯人がこのような面倒なことをしたのかが判明しない。被害者の関係者にはそれぞれ太宰を殺す動機があり、さらにアリバイが成立した人間は一人もいなかった。捜査に行き詰まった与謝野は、妹の空実がコミケで買ってきたという「困ったときに助けてくれる笛」を吹いてしまう。(出題編)
キャスト
| 役名       | 俳優       | 備考                                         |
| ---------- | ---------- | -------------------------------------------- |
| 与謝野陽乃 | 松永玲子   | 捜査課の刑事。オタク嫌い。【笛吹き役】       |
| 谷崎大地   | 小林正寛   | 捜査課の刑事。陽乃に片思い。                 |
| 与謝野空実 | 新谷真弓   | 出版社の編集者。陽乃の妹。                   |
| 志賀宇央   | 八木橋修   | テレビ局のプロデューサー。                   |
| 三島昴     | 泉陽二     | テレビ局のAD。                               |
| 太宰星河   | 大高洋夫   | 原作担当の推理作家。【被害者】               |
| 川端一宙   | 木村靖司   | 原作担当の推理作家。                         |
| 国木田天平 | 村上大樹   | 脚本家。                                     |
| 芥川北斗   | 陰山泰     | 俳優。ストーリーテラー役。                   |
| 夏目恒美   | 西尾まり   | 主演の女優。                                 |
| 森月彦     | 遠山俊也   | マンション管理人。                           |
| 島崎小夜子 | 池谷のぶえ | マンションの住人。                           |
| 江戸川雷太 | 小手伸也   | 捜査課の刑事。推理オタク三人衆。ポッチャリ。 |
| 横溝惺哉   | 加藤啓     | 捜査課の刑事。推理オタク三人衆。メガネ。     |
| 松本銀蔵   | 千代田信一 | 捜査課の刑事。推理オタク三人衆。ヒゲ面。     |

### 安楽椅子探偵と笛吹家の一族
- 放映：2003年6月13日〔出題編〕 / 20日〔解決編〕
- ストーリーテラー：近藤サト

あらすじ
2003年6月。大学生の真中有人は偶然、中学生時代の同級生の相楽美音と再会した。美音は実は笛吹興産社長・笛吹音右衛門が妾に産ませた子であり、母親の死後に笛吹家に引き取られたのだという。
ここ数年の笛吹家は立て続けに不幸に見舞われており、かつて音右衛門に借金をした末に破産して自殺した音楽家・琴村弦三が「笛吹家を呪う」と言い残していたという。その呪いのためか、当主の音右衛門が一ヶ月前に海難事故で死亡していた。
有人は、岡山の別荘で遺産相続の話し合いが行なわれると聞き、美音のナイト役になろうと考え、その話し合いに参加すると申し出る。別荘は死んだ琴村のかつての家だった。この家の周りでは、全身を包帯に包んだ「謎の包帯男」に何度も襲われており、家人たちは面白半分に『琴村の幽霊』ではないかと噂していた。
やがて弁護士が遺言を公開するが、音右衛門の遺産は僅か400万円しか残っておらず、株の大半は副社長の鐘田に相続されることになった。しかも相続税が払えないのでこの屋敷は壊し、土地を売却するしかない状況であった。美音たちの兄姉は悔しがるが事実上打つ手が無かった。美音は何とかしようと、かつて音右衛門が話していた笛を探し回る。
翌日、鐘田が納戸のトランクの中で死体となって発見された。美音は犯行現場のコントラバスケースの中に、探していた笛を見つける。
警察が捜査すると、家にいた全員にアリバイが無かった。笛吹律が養っている芸術家・響木弾は、美音が琴村の弟子だったことを調べ上げ、お前が犯人なのは黙ってやるから体を差し出せと襲い掛かってくる。美音は必死で、「困ったときに吹くと一度だけ助けてくれる笛」を吹き鳴らすのであった。
キャスト
| 役名         | 俳優       | 備考                             |
| ------------ | ---------- | -------------------------------- |
| 真中有人     | 伊藤淳史   | 大学生。美音の中学時代の同級生。 |
| 相楽美音     | 前田亜季   | 音右衛門の妾の子。【笛吹き役】   |
| 笛吹音右衛門 | 品川徹     | 笛吹興産社長。故人。             |
| 笛吹疾       | 若松武史   | 笛吹家の長男。                   |
| 笛吹律       | 広岡由里子 | 笛吹家の長女。                   |
| 笛吹和       | 京晋佑     | 笛吹家の次男。                   |
| 歌田唱子     | 弘中麻紀   | 笛吹家の家政婦。                 |
| 響木弾       | KONTA      | 笛吹律が養っている芸術家。       |
| 鐘田演彦     | 徳井優     | 副社長。【被害者】               |
| 鈴江詞帆     | 中坪由起子 | 顧問弁護士。                     |
| 琴村弦三     | 真名胡敬二 | 破産して自殺した音楽家。         |
| 管原詠一     | 村松利史   | 刑事。                           |

### 安楽椅子探偵 ON AIR
- 放映：2006年3月3日〔出題編〕 / 10日〔解決編〕
- ストーリーテラー：鳥越俊太郎

あらすじ
自称霊能力者・化野ルナは、迷宮入りになった怪事件を霊視で解決しようとするが、当然ながらそれは不可能だった。切羽詰ってしまったルナは、「困ったときに吹くと一度だけ助けてくれる」という笛を吹いた。それにより、ルナは霊視で難事件を解決した本物の霊能力者として世界中に名前が知れ渡っていた。
ある日、ルナは知人のテレビ番組のプロデューサーから、テレビ番組「金曜ON AIR」で、失踪していた女子大生・三条みやびの行方を霊視するように依頼される。口からでまかせで適当な手がかりを「霊視」するルナだったが、ルナが適当にしゃべったことが次々に的中し、ついにはトランクに詰められた三条みやびの死体が発見される。
番組スタッフはルナに犯人像についての霊視を依頼するが、もちろんそんなことが可能なわけではなく、ルナは困り果ててしまう。ルナはプロデューサーに、かつての迷宮入り事件の解決は、笛を吹いた後に現われた謎の男が全て推理したものであり、それが何故か自分が解決していた事になっていた……と真実を打ち明けるのだが、プロデューサーは全く取り合ってくれない。
その後、自宅で殺害されたルナが発見され、彼女が霊視内容を記したノートのページが犯人に持ち去られたことが判明する。警察の捜査の結果、かつて三条みやびは『非合法デートクラブ』の会員であり、その関係で今は「金曜ON AIR」の司会者・西大路隼人の愛人になっていたことが判る。2人が密会していたマンションには、みやびの服や荷物などが残されていた。
警察がスタジオに乗り込み、西大路隼人を重要参考人として捕まえようとする場面を、「金曜ON AIR」のディレクターは生番組として放送を続けてしまう。追い詰められた西大路隼人は、スタジオに置いてあったルナの笛を手に取り吹き鳴らした。
キャスト
| 役名       | 俳優         | 備考                                   |
| ---------- | ------------ | -------------------------------------- |
| 化野ルナ   | 深浦加奈子   | 自称霊能力者。                         |
| 河原町与一 | 小木茂光     | 刑事。化野の霊能力を信じている。       |
| 伏見武三   | 奈須崇       | 刑事。河原町刑事の部下。               |
| 高瀬川修   | 羽場裕一     | ＴＶプロデューサー。化野の元恋人。     |
| 三条みやび | 榎園実穂     | 西大路隼人の愛人。【失踪者】           |
| 西大路隼人 | 石丸謙二郎   | 司会者。三条の愛人。【笛吹き役】       |
| 桂ともえ   | 岡安由美子   | 女優。 三条の姪。                      |
| 岩倉宏一   | 井之上チャル | ディレクター。番組の成功に賭けている。 |
| 衣笠孝哉   | 永野宗典     | AD。風邪を引いてマスクをしている。     |
| 太秦多聞   | コング桑田   | リポーター・劇団主宰者。               |
| 堀川頼時   | 稲健二       | 大学教授。三条と同じ大学学部の教授。   |
| 鞍馬須磨子 | 楠見薫       | ノンフィクション作家。堀川の元恋人。   |
| 花園静江   | 岸本奈津枝   | 管理人。化野のファン。                 |
| 東山博文   | 上田晴信     | 大学生。Ａさん。三条の恋人。           |
| 烏丸勇     | 山下結穂     | 大学生。Ｂさん。東山の元恋人。         |
| 木津勝美   | 酒井善史     | 浪人生。Ｃさん。三条の元恋人。         |

### 安楽椅子探偵と忘却の岬
- 放映：2008年10月3日 24:24[3]（25日0:24）〔出題編〕 / 10日25:59（翌日1:59）〔解決編〕
- ストーリーテラー：わかぎゑふ

あらすじ
2007年6月。海の近くにある田舎町・海馬地区で、一人の記憶喪失の男性が発見される。地区の名士である宗谷正太郎の好意で、男の記憶が戻るまで屋敷で養生する事になった。
その後、男は偶然にも自分の名前が「潮野卓也」であり、この海馬地区の出身であり、15年前に海馬を出て行ったきり行方不明になっていた事が判明する。周りの人間たちは、記憶喪失の人間に余計な情報を与えると混乱すると考えて、知らない人のふりをしていたという。
卓也は、何度も「海の近くで自分が誰かを殴り殺した光景」のフラッシュバックを見るようになる。その場所は、住民からは「忘却の岬」と呼ばれており、さらに部屋には何者かにより「思い出せ」というメッセージを残していた。
台風により地区に繋がる道が塞がってしまい、携帯電話も不通になってしまう。その後、海馬を訪れていたカメラマン立石が忘却の岬で殴り殺されているのが発見され、その人物は『卓也の記憶の中の人物』と瓜二つであった。
その後、立石の死亡推定時刻は午後６時から７時の間であり、忘却の岬に行って殺人を実行できたのは卓也だけだった事がわかる。さらに卓也は、何者かが部屋に置いていた古い新聞記事を見て、自分が15年前の1992年6月に実父を殴殺して、指名手配されたまま逃亡中であったことを知る。
窮地に立たされた卓也は、「困ったときに吹くと一度だけ助けてくれる」という笛を持っていることに気が付き、笛を吹き鳴らす。
キャスト
| 役名       | 俳優       | 備考                                   |
| ---------- | ---------- | -------------------------------------- |
| 潮野卓也   | 津田寛治   | 記憶喪失の青年。【笛吹き役】           |
| 佐多真紀   | 前田愛     | 看護士。                               |
| 宗谷正太郎 | 伊武雅刀   | 建設会社の社長。地区の名士。           |
| 宗谷泰江   | ひろみどり | 正太郎の妻。                           |
| 都井研作   | 伊藤えん魔 | 運転手 兼 雑用係。                     |
| 日向亜紗子 | 鴨鈴女     | 家政婦。                               |
| 佐多輝明   | 及川直紀   | 医師。                                 |
| 室戸孝     | 久保田浩   | 農業 兼 陶芸家。                       |
| 伊良湖エリ | 田所草子   | 陶芸家。                               |
| 宗谷正彦   | 中川浩三   | 建設会社の専務。                       |
| 立石一樹   | 佐野大樹   | 海馬を訪れていたカメラマン。【被害者】 |

### 安楽椅子探偵 ON STAGE
- 放映：2017年1月6日 0:30（5日 24:30）〔出題編〕 / 14日 1:34（13日 25:34）〔解決編〕[4]
- ストーリーテラー：谷原章介[5]

あらすじ
前作から８年、安楽椅子探偵は都市伝説化していた……。12月のある日、就職できずに困り果てていた山科笛美は、都市伝説として語られている「安楽椅子探偵」を呼び出すための笛を拾う。そして笛美は安楽椅子探偵についてネット検索するうちに、安楽椅子探偵をテーマにした舞台劇『安楽椅子探偵の伝説』を見つけ、話のネタとして調べに出かける。
劇団「超煽情シアター」の座長・天王寺満斗は、幼い頃に父親から安楽椅子探偵の事を聞かされて安楽椅子探偵マニアとなり、その思いが高じて劇を上演するようになったという。安楽椅子探偵に会いたい天王寺は笛美に今すぐ笛を吹けと迫るが、笛美が拒否したことから、笛を吹く瞬間に立ち会うために笛美に劇団で働くように勧める。
劇団の最新作「安楽椅子探偵の伝説3」において安楽椅子探偵役を演じる若手役者の中崎楽太は、最近人気になったことから自信過剰になり、先輩俳優たちから不興を買っていた。
1月15日。千秋楽の最終公演で、舞台上で安楽椅子探偵役をしていた中崎楽太が突然倒れて動かなくなり、会場は大騒ぎになる。調べたところ安楽椅子探偵の恰好をしていたのは中崎楽太ではなく、その双子の弟で劇団スタッフの中崎安夫であった。しかも安夫は亡くなっており、彼が座っていた椅子の背もたれには「即効性の毒が塗られていた針」が設置されていた。
さらに、事件後に行方知れずであった楽太は、劇団事務所のロッカーの中で撲殺死体として発見された。鑑識の竹田勘治の捜査によると、劇が始まる前の昼間15:00～16:00のうちにすでに楽太は殺されていたことが判明する。
笛美は、知り合いの刑事東山恵司と共に事件の推理を始めるが、恵司が捜査能力があまりにお粗末であったため、犯人の目星は全くつかず捜査は暗礁に乗り上げてしまう。
やがて天王寺のデスクから毒薬が見つかり、恵司は強引に天王寺が犯人だと決めつける。笛美は「天王寺は自分で犯罪を起こすことで自分を窮地に追い込み、そこで笛を吹いて安楽椅子探偵を呼び出したかったのでは？」と自身の推理を呟く。その瞬間、追いつめられた天王寺は笛美の笛を奪い取って、笛を吹き鳴らすのであった。(出題編)
キャスト
| 役名       | 俳優       | 備考                               |
| ---------- | ---------- | ---------------------------------- |
| 山科笛美   | 吉川莉早   | 主人公。                           |
| 東山恵司   | 植木祥平   | 刑事。                             |
| 中崎楽太   | 長南洸生   | 劇団員。安楽椅子探偵役。【被害者】 |
| 中崎安夫   | 石田直也   | 劇団員。演出助手。【被害者】       |
| 天王寺満斗 | 行澤孝     | 劇団員。座長。【笛吹き役】         |
| 長田吹子   | 生田朗子   | 劇団員。制作チーフ。               |
| 緑橋登     | 浜口望海   | 劇団員。看板男優。                 |
| 駒川聖実   | 富樫世羅   | 劇団員。看板女優。                 |
| 平野友芳   | 井上拓哉   | 劇団員。男優。                     |
| 守口三咲   | 英智佳     | 劇団員。女優。                     |
| 田辺空彦   | 竹村晋太朗 | 劇団員。男優兼スタッフ。           |
| 江坂紗夜   | 大橋梓     | 劇団員。衣装担当。                 |
| 金山武寛   | 上杉逸平   | 外部スタッフ。舞台監督。           |
| 植田照信   | 平口泰司   | 外部スタッフ。照明担当。           |
| 黒川響平   | 渡辺知晃   | 外部スタッフ。音響担当。           |
| 竹田勘治   | 山浦徹     | 警察の鑑識スタッフ。               |
| 清水真人   | 湯浅崇     | 安楽椅子探偵オタクの男。           |
| 天王寺丹貞 | 嶋尾康史   | 天王寺満斗の父親。                 |
| 戸越熊男   | 畑中ふう   | 劇場の小屋主。                     |

## 応募数と正解数
犯人名だけでなく、その回答に至った理由まで正解する必要があるため、難易度は非常に高い。正解率は最高でも3パーセント程度で、1パーセントを切ることも珍しくは無い。
第3作の難易度が上下に突出している理由として、前2作までが関西ローカルの放送だったのに対して、第3作は初の全国ネット放送となったため、推理物好きをターゲットにしたマニアックな作品作りが否定され、「お茶の間の一般視聴者」向けの分かりやすい内容に変えざるを得なかったためである。
| # | タイトル名                 | 応募総数 | 犯人名正解者 | 犯人名正解者 | 理由まで正解者 | 理由まで正解者 |
| - | -------------------------- | -------- | ------------ | ------------ | -------------- | -------------- |
| 1 | 安楽椅子探偵登場           | 9,036    | 約900        | 10%          | 約300          | 3%             |
| 2 | 安楽椅子探偵、再び         | 6,310    | 約2,700      | 40%          | 約200          | 3%             |
| 3 | 安楽椅子探偵の聖夜         | 36,731   | 7,891        | 21.5%        | 40             | 0.1%           |
| 4 | 安楽椅子探偵とUFOの夜      | 7,110    | 711          | 10%          | 35             | 0.5%           |
| 5 | 安楽椅子探偵と笛吹家の一族 | 8,754    | 1,049        | 12%          | 85             | 1%             |
| 6 | 安楽椅子探偵 ON AIR        | 19,566   | 1,271        | 6.5%         | 58             | 0.3%           |
| 7 | 安楽椅子探偵と忘却の岬     | 24,321   | 5,594        | 23%          | 46             | 0.2%           |
| 8 | 安楽椅子探偵 ON STAGE      | 6,819    | 4,081        | 60%          | 32             | 0.47%          |

## 関連メディア

### DVD
- 綾辻行人・有栖川有栖からの挑戦状 (1) 安楽椅子探偵登場 ASIN: B00005HXOY
- 綾辻行人・有栖川有栖からの挑戦状 (2) 安楽椅子探偵再び ASIN: B00005HXOZ
- 綾辻行人・有栖川有栖からの挑戦状 (3) 安楽椅子探偵の聖夜 〜消えたテディ・ベアの謎〜 ASIN: B00005QWRX
- 綾辻行人・有栖川有栖からの挑戦状 (4) 安楽椅子探偵とUFOの夜 ASIN: B00009V9HX
- 綾辻行人・有栖川有栖からの挑戦状 (5) 安楽椅子探偵と笛吹家の一族 ASIN: B000EF7Z9K
- 綾辻行人・有栖川有栖からの挑戦状 (6) 安楽椅子探偵 ON AIR ASIN: B001F3UWPE
- 綾辻行人・有栖川有栖からの挑戦状 (7) 安楽椅子探偵と忘却の岬 ASIN: B01MU7NI95
- 綾辻行人・有栖川有栖からの挑戦状 (8) 安楽椅子探偵 ON STAGE ASIN: B07BYB13N8

### DVD-BOX
- 探偵Xからの挑戦状！ DVD-BOX (全2枚セット・(1)〜(8)までの全話を収録)